# Incala proxima
Incala proxima är en skalbaggsart som beskrevs av Franz Antoine 1991. Incala proxima ingår i släktet Incala och familjen Cetoniidae. Inga underarter finns listade i Catalogue of Life.